# Amphitorna
Amphitorna és un gènere de papallones nocturnes de la subfamília Drepaninae.

## Taxonomia
- Amphitorna albipuncta Hampson, 1893
- Amphitorna brunhyala (Shen & Chen, 1990)
- Amphitorna castanea Hampson, 1891
- Amphitorna confusata Warren, 1899
- Amphitorna excisa Warren, 1897
- Amphitorna lechriodes Turner, 1926
- Amphitorna olga Swinhoe, 1894
- Amphitorna perexcisa Warren, 1923
- Amphitorna purpureofascia (Wileman, 1911)
- Amphitorna submontana Holloway, 1976
- Amphitorna trogoptera Rothschild, 1915

## Espècies antigues
- Amphitorna rotundipex Hampson, 1891